# Campionato europeo maschile under 21 di calcio 2007
Il Campionato di calcio europeo Under-21 2007, 16ª edizione del Campionato europeo di calcio Under-21 organizzato dalla UEFA, si è svolto nei Paesi Bassi dal 10 al 23 giugno 2007, quindi in un periodo eccezionalmente vicino a quello della precedente edizione. A partire dal 2007 infatti, si è stabilito che il Campionato europeo di calcio Under-21 si svolga negli anni dispari; gli anni pari restano invece dedicati alle fasi finali dei tornei calcistici riservati alle nazionali maggiori (i Mondiali e gli Europei). L'edizione 2007 del Campionato europeo di calcio Under-21 è stata vinta dall'Paesi Bassi.
Le fasi di qualificazione hanno avuto luogo tra il 12 aprile e l'11 ottobre 2006 e hanno designato le otto nazionali finaliste. Per questa edizione la UEFA ha deciso di cambiare la ciclicità del torneo, collocandolo negli anni dispari, per fargli guadagnare visibilità rispetto alle manifestazioni per le squadre maggiori che si svolgono negli anni pari. A causa dunque dell'estrema vicinanza con l'edizione precedente (solo un anno), il formato di qualificazione è stato rivoluzionato e accorciato.
La fase finale nei Paesi Bassi si è svolta in due gironi all'italiana da quattro squadre ciascuno con partite di sola andata. Le due vincenti (Paesi Bassi e Serbia) e le due seconde (Belgio e Inghilterra) si sono incrociate nelle partite di semifinale.
La finale si è disputata il 23 giugno 2007 tra le formazioni dell'Olanda e della Serbia.

## Qualificazioni

### Squadre qualificate
| Squadra     | Data            |
| ----------- | --------------- |
| Belgio      | 11 ottobre 2006 |
| Inghilterra | 10 ottobre 2006 |
| Israele     | 11 ottobre 2006 |
| Italia      | 10 ottobre 2006 |
| Paesi Bassi | Paese ospitante |
| Portogallo  | 10 ottobre 2006 |
| Rep. Ceca   | 10 ottobre 2006 |
| Serbia      | 10 ottobre 2006 |

## Stadi

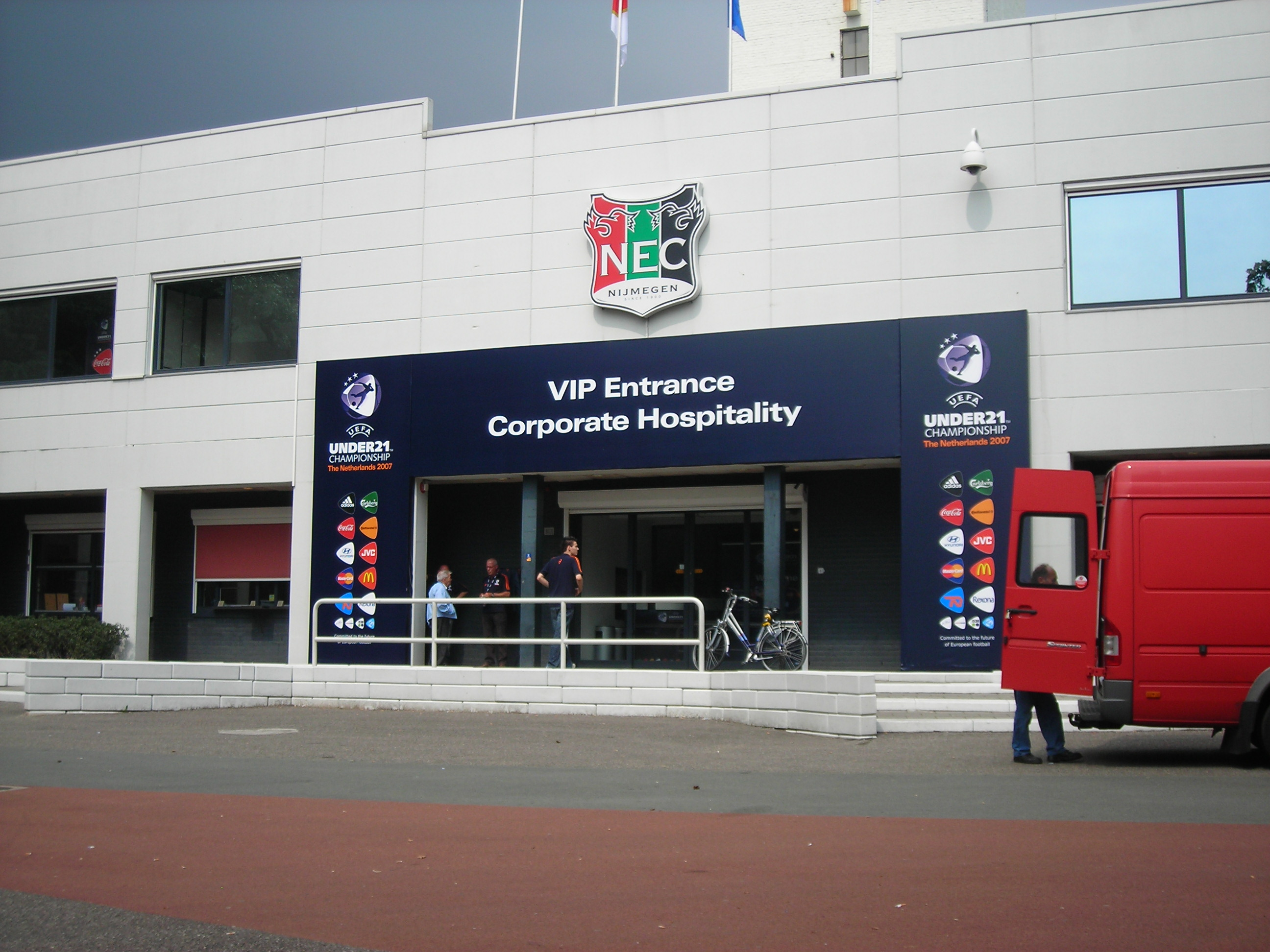
La porta VIP del Campionato di calcio europeo Under-21 2007 a Nimega

Sono 4 gli stadi scelti per ospitare la manifestazione:
| Città      | Stadio              | Capacità |
| ---------- | ------------------- | -------- |
| Arnhem     | Gelredome           | 32.500   |
| Heerenveen | Abe Lenstra Stadion | 26.800   |
| Groninga   | Euroborg            | 20.000   |
| Nimega     | Stadio di Goffert   | 12.500   |

## Gironi finali

### Girone A

#### Classifica
| Pos. | Squadra     | Pt | G | V | N | P | GF | GS | DR |
| ---- | ----------- | -- | - | - | - | - | -- | -- | -- |
| 1.   | Paesi Bassi | 7  | 3 | 2 | 1 | 0 | 5  | 3  | +2 |
| 2.   | Belgio      | 5  | 3 | 1 | 2 | 0 | 3  | 2  | +1 |
| 3.   | Portogallo  | 4  | 3 | 1 | 1 | 1 | 5  | 2  | +3 |
| 4.   | Israele     | 0  | 3 | 0 | 0 | 3 | 0  | 6  | -6 |

#### Risultati
| Arbitro: | Damir Skomina |

|            |           |  |
| Maduro 10’ | Marcatori |  |

| Groninga 10 giugno 2007, ore 20:45 CEST | Portogallo   | 0 – 0 referto | Belgio | Euroborg (7.197 spett.)\| Arbitro: \| Robert Małek \| |
| Arbitro:                                | Robert Małek |               |        |                                                       |

| Arbitro: | Craig Thomson |

|  |           |              |
|  | Marcatori | 82’ Mirallas |

| Arbitro: | Knut Kircher |

|                              |           |            |
| Babel 33’ (rig.) Rigters 75’ | Marcatori | 77’ Veloso |

| Arbitro: | Stéphane Lannoy |

|                           |           |                         |
| Mirallas 9’ Pocognoli 70’ | Marcatori | 13’ Rigters 37’ Drenthe |

| Arbitro: | Zsolt Szabó |

|  |           |                                              |
|  | Marcatori | 37’ Fernandes 45’ Vaz Tê 49’ Veloso 50’ Nani |

### Girone B

#### Classifica
| Pos. | Squadra     | Pt | G | V | N | P | GF | GS | DR |
| ---- | ----------- | -- | - | - | - | - | -- | -- | -- |
| 1.   | Serbia      | 6  | 3 | 2 | 0 | 1 | 2  | 2  | 0  |
| 2.   | Inghilterra | 5  | 3 | 1 | 2 | 0 | 4  | 2  | +2 |
| 3.   | Italia      | 4  | 3 | 1 | 1 | 1 | 5  | 4  | +1 |
| 4.   | Rep. Ceca   | 1  | 3 | 0 | 1 | 2 | 1  | 4  | -3 |

#### Risultati
| Arnhem 11 giugno 2007, ore 18:15 CEST | Rep. Ceca   | 0 – 0 referto | Inghilterra | Gelredome (9.382 spett.)\| Arbitro: \| Zsolt Szabó \| |
| Arbitro:                              | Zsolt Szabó |               |             |                                                       |

| Arbitro: | Stéphane Lannoy |

|                 |           |  |
| Milovanović 63’ | Marcatori |  |

| Arbitro: | Robert Małek |

|  |           |                |
|  | Marcatori | 90+3’ Janković |

| Arbitro: | Damir Skomina |

|                     |           |                            |
| Nugent 24’ Lita 26’ | Marcatori | 36’ Chiellini 69’ Aquilani |

| Arbitro: | Craig Thomson |

|                                       |           |                 |
| Aquilani 4’ Chiellini 29’ Rossi 45+1’ | Marcatori | 14’ Papadopulos |

| Arbitro: | Knut Kircher |

|                        |           |  |
| Lita 5’ Derbyshire 77’ | Marcatori |  |

## Spareggio per i Giochi olimpici
Le quattro nazionali semifinaliste si qualificano automaticamente alle Olimpiadi di Pechino 2008, con l'eccezione dell'Inghilterra, in quanto i suoi giocatori potrebbero partecipare solo come parte del Regno Unito. Avendo l'Inghilterra raggiunto le semifinali, si rese necessario uno spareggio tra Portogallo e Italia, le due squadre che si sono piazzate al terzo posto dei rispettivi gironi, per assegnare il quarto posto disponibile per la partecipazione alle Olimpiadi estive del 2008.
| Arbitro: | Stéphane Lannoy |

|                                        |                      |                                    |
| Moutinho Nani Fernandes Veloso Antunes | Tiri di rigore 3 – 4 | Pellè Montolivo Criscito Palladino |

## Dream team UEFA

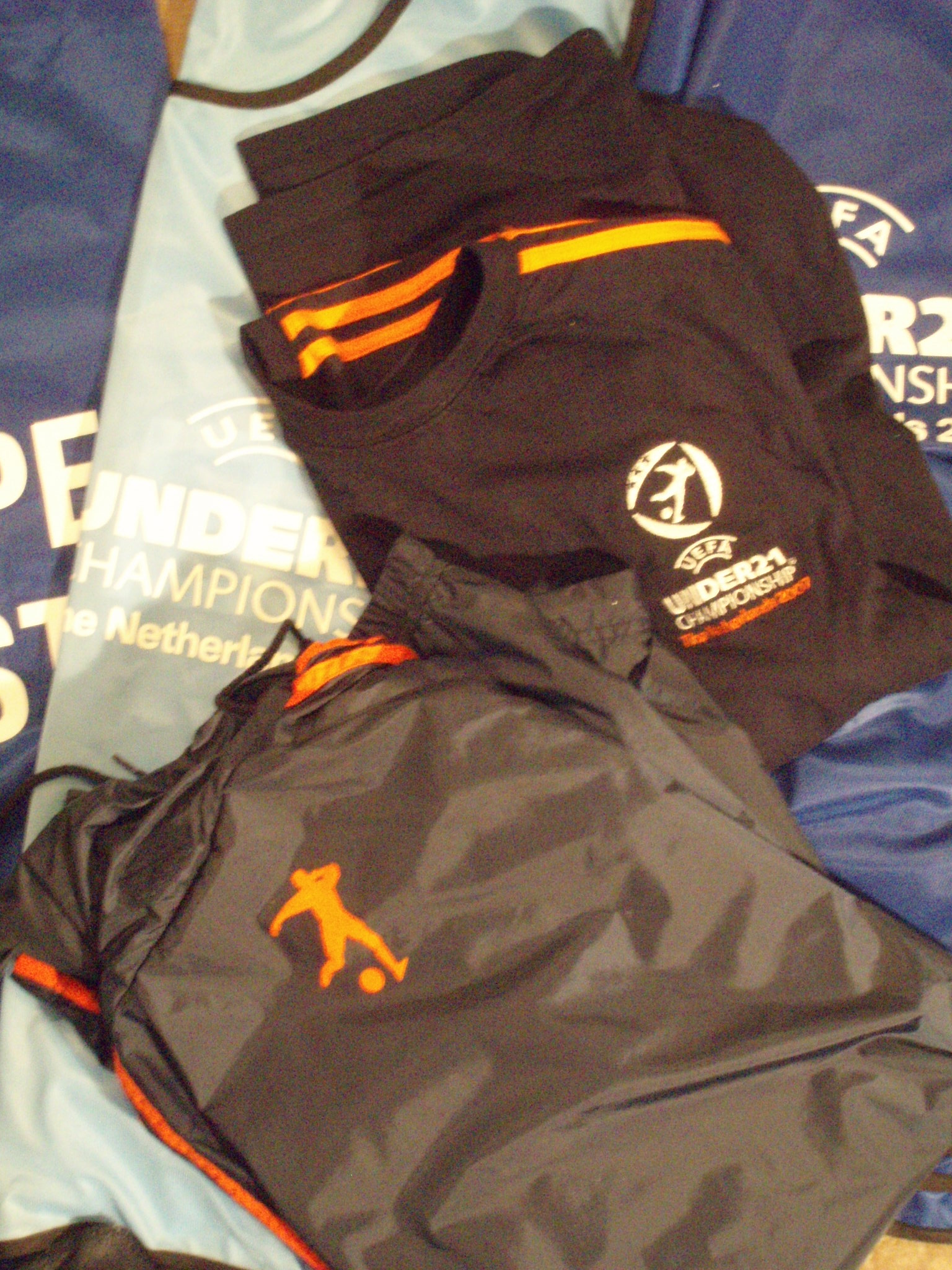
Abbigliamento del Campionato europeo di calcio Under-21 2007

### Squadre qualificate ai Giochi olimpici
Paesi Bassi
 Italia
 Belgio
 Serbia

## Fase a eliminazione diretta
|  | Semifinali | Semifinali        | Semifinali |        |             | Finale      | Finale | Finale |  |
|  |            |                   |            |        |             |             |        |        |  |
|  | 1A         | Paesi Bassi (dtr) | 1 (13)     |        |             |             |        |        |  |
|  | 1A         | Paesi Bassi (dtr) | 1 (13)     |        |             |             |        |        |  |
|  | 2B         | Inghilterra       | 1 (12)     |        |             |             |        |        |  |
|  | 2B         | Inghilterra       | 1 (12)     |        | Paesi Bassi | Paesi Bassi | 4      |        |  |
|  |            |                   |            |        | Paesi Bassi | Paesi Bassi | 4      |        |  |
|  |            |                   | Serbia     | Serbia | 1           |             |        |        |  |
|  | 1B         | Serbia            | Serbia     | Serbia | 1           | 2           |        |        |  |
|  | 1B         | Serbia            |            |        |             |             |        |        |  |
|  | 2A         | Belgio            | 0          |        |             |             |        |        |  |

### Semifinali
| Arbitro: | Knut Kircher |

| |                        | |
| Rigters 89’ | Marcatori              | 39’ Lita |
| Babel Drenthe Janssen Beerens Maduro De Ridder Zuiverloon Rigters Kruiswijk Waterman Beerens Drenthe Maduro Janssen De Ridder Zuiverloon | Tiri di rigore 13 – 12 | Young Milner Noble Hoyte Derbyshire Ferdinand Carson Rosenior Reo-Coker Taylor Young Milner Noble Hoyte Derbyshire Ferdinand |

| Arbitro: | Robert Małek |

|                     |           |  |
| Kolarov 4’ Mrđa 87’ | Marcatori |  |

### Finale
| Arbitro: | Damir Skomina |

|                                             |           |          |
| Bakkal 17’ Babel 60’ Rigters 67’ Bruins 87’ | Marcatori | 79’ Mrđa |

## Marcatori
4 gol
- Maceo Rigters

3 gol
- Leroy Lita

2 gol
- Kevin Mirallas
- Alberto Aquilani

- Giorgio Chiellini
- Ryan Babel

- Miguel Veloso
- Dragan Mrđa

1 gol
- Sébastien Pocognoli
- Matt Derbyshire
- David Nugent
- Giuseppe Rossi
- Otman Bakkal

- Luigi Bruins
- Royston Drenthe
- Hedwiges Maduro
- Manuel Fernandes
- Nani

- Ricardo Vaz Tê
- Michal Papadopulos
- Boško Janković
- Aleksandar Kolarov
- Dejan Milovanović